# حسن‌طبیب
حسن طبیب، روستایی است از توابع بخش مرکزی شهرستان علی‌آباد در استان گلستان ایران.

## جمعیت
این روستا در دهستان کتول قرار دارد و براساس سرشماری مرکز آمار ایران در سال ۱۳۸۵، جمعیت آن ۱۱۸۲ نفر (۲۲۲خانوار) بوده‌است. دراین روستا هنرمندان بنام موسیقی استاد سراج الدین باشقره و وهاب سن سبلی زندگی میکردن